# 大阪市立城陽中学校

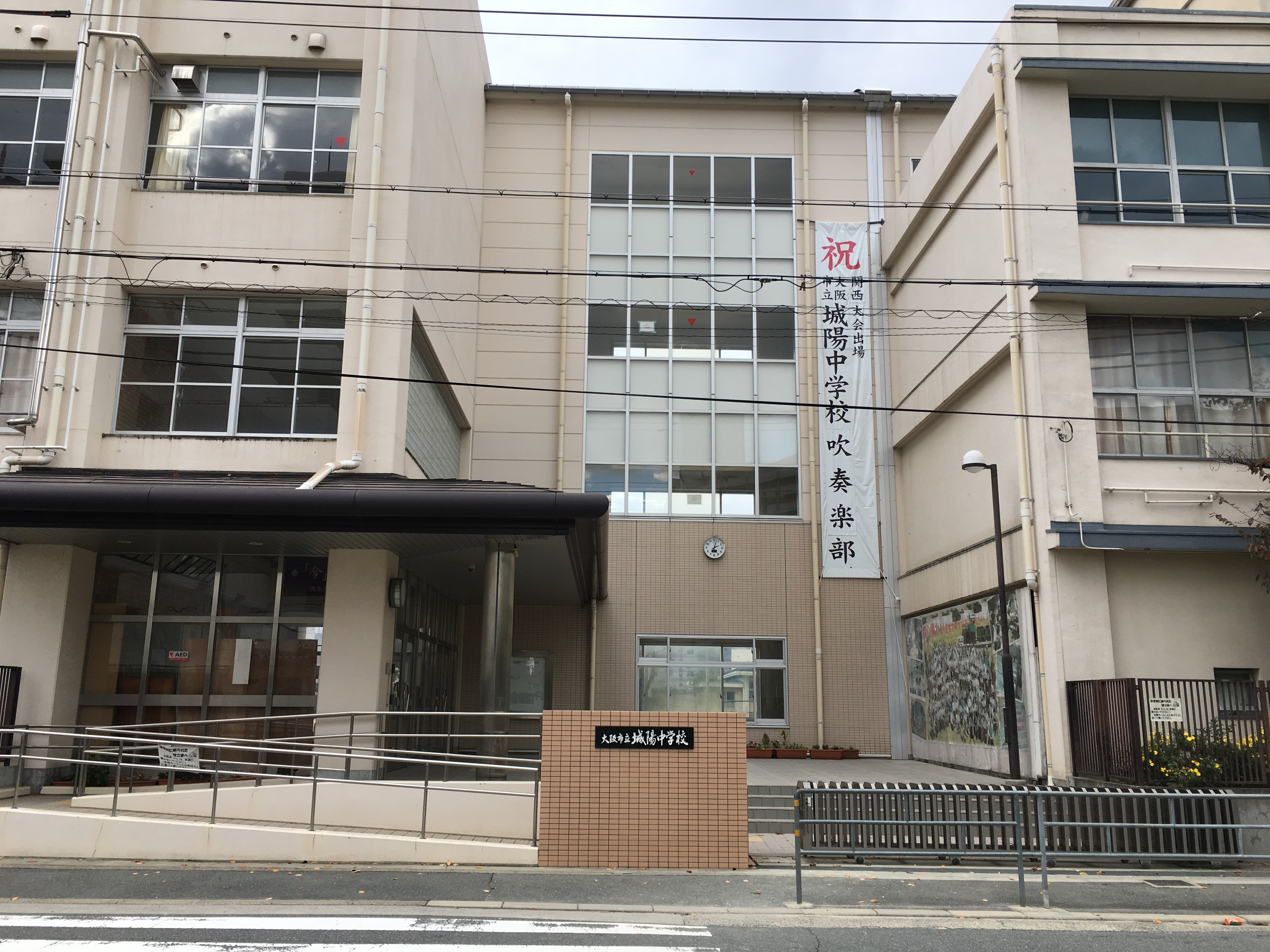
大阪市立城陽中学校

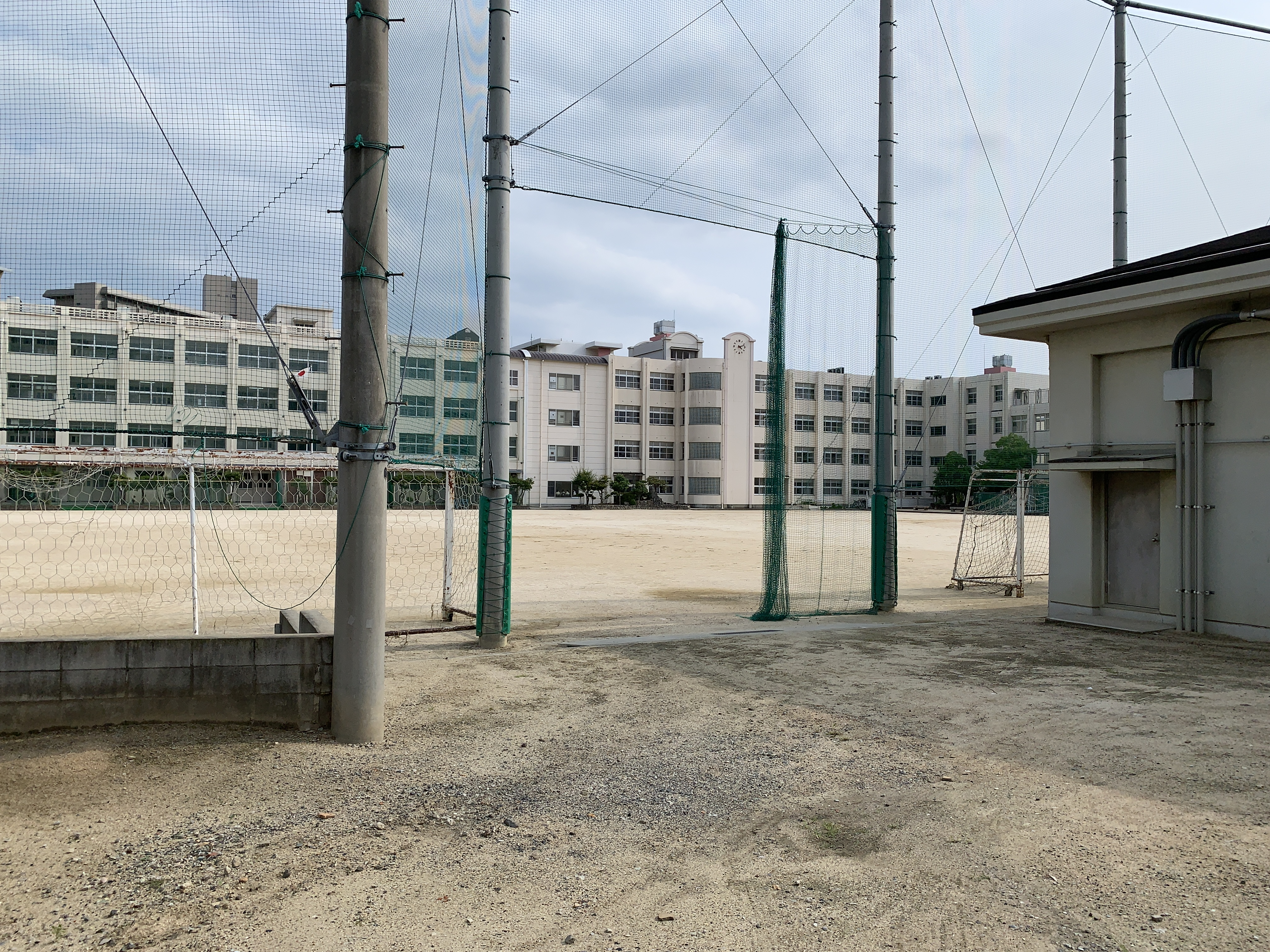
北側から見た大阪市立城陽中学校

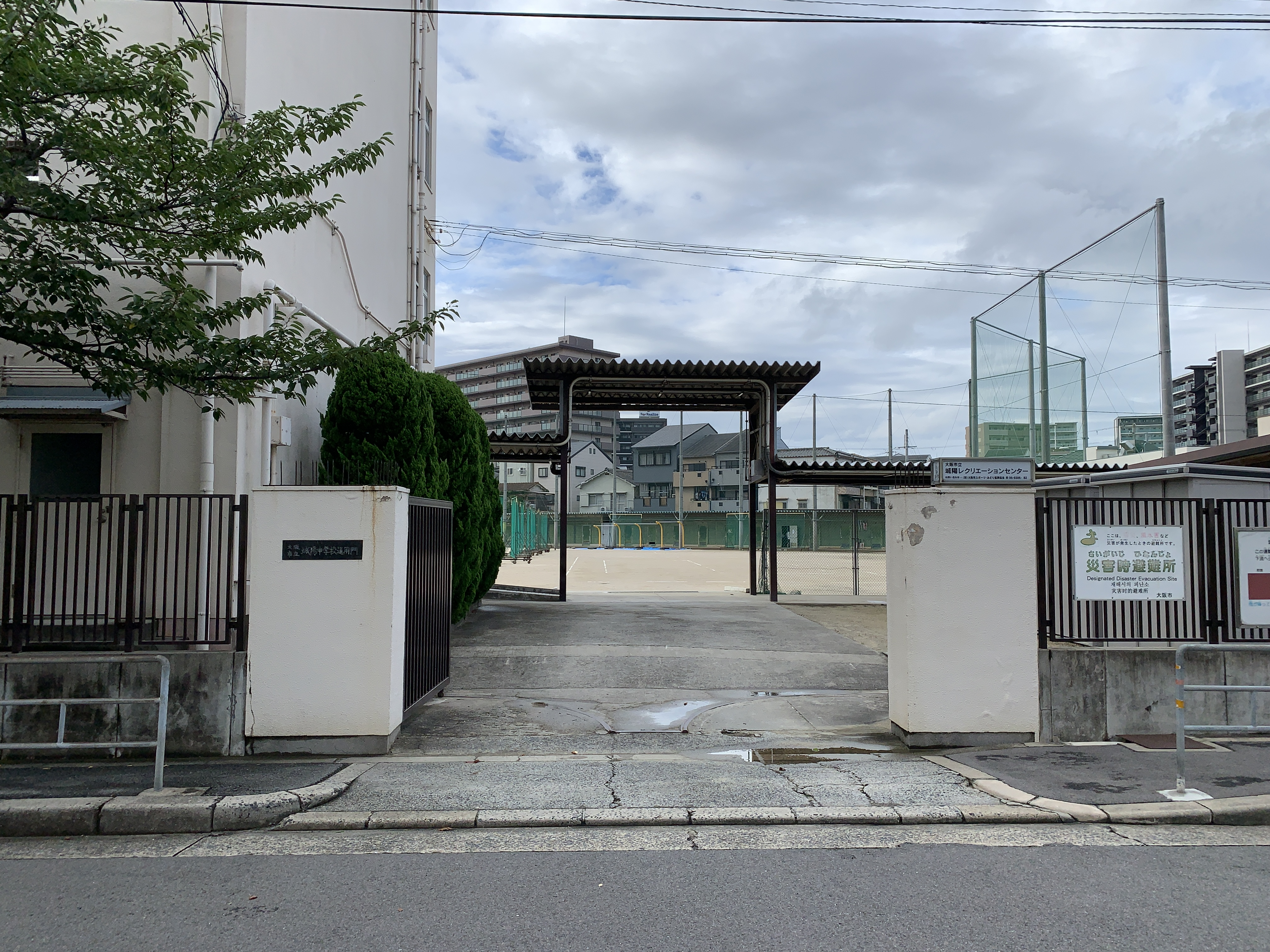
大阪市立城陽中学校通用門

大阪市立城陽中学校（おおさかしりつ じょうよう ちゅうがっこう）は、大阪府大阪市城東区鴫野西にある公立中学校。
校内の北側には、プール、格技室、技術室、クラブ倉庫などがあり、中央部には校庭が広がっている。西側から南側にかけて、校舎が並び、東側に体育館がある。

## 沿革
1947年4月に、大阪市立鴫野小学校内に「大阪市立城東第三中学校」として、設置された。1949年4月には、大阪市立城東小学校内に分校を設置し、「大阪市立城陽中学校」と改称された。同年6月には、大阪市城東区西鴫野3丁目236番地の鐘紡鴫野工場跡に、新校舎を落成した。1977年に、創立30周年記念として、「再会の庭園」を完成させた。1997年には、校庭西側に「創生の庭」が完成し、創立50周年記念式典が挙行された。
- 1947年4月21日 - 大阪市立城東第三中学校設立。この日を創立記念日とする
- 1949年 - 大阪市立城陽中学校と改称。
- 1954年 - 生徒数急増に伴い、分校を設置。
- 1955年 - 分校が大阪市立放出中学校分校と統合の上で、大阪市立城東第五中学校（現在の大阪市立城東中学校）として独立。
- 1982年 - 再び分校を設置。
- 1994年 - 分校を本校に統合。
- 1997年 - 創立50周年記念式典挙行
- 2004年 - 2号館建替完成

## 部活動
部活動では、吹奏楽部が、1991年の第39回全日本吹奏楽コンクールで金賞、1999年に行われた第47回大会では、銀賞を受賞した。最近は、2018年の第68回関西吹奏楽コンクールで金賞を受賞している。2019年にも第69回関西吹奏楽コンクール小編成の部で金賞を受賞した。2021年には、大編成で久々に第60回大阪府吹奏楽コンクール北地区大会に出場するも銀賞に終わった。他に、吹奏楽部は、2013年の「大阪城ファミリーフェスティバル」において、演奏をする活動を行った。
一時期、本校の部活動の一つである陸上部が大阪市内はおろか大阪府下でも強豪だった時期があり、駅伝では10連覇を成し遂げていた時期もあった。

## 通学区域
- 大阪市立鴫野小学校・大阪市立中浜小学校・大阪市立森之宮小学校・大阪市立城東小学校の通学区域。

## 交通
- 片町線（学研都市線）・おおさか東線・Osaka Metro今里筋線 鴫野駅 北西へ約500m。
- 大阪シティバス 鴫野西三丁目バス停、鴫野バス停。

## 出身者
- 冨田洋之 - アテネオリンピック体操金メダリスト
- 笑福亭晃瓶 - 落語家。笑福亭鶴瓶の二番弟子
- 清水久詞 - 中央競馬調教師。管理馬がキタサンブラックなどでGIレースを制覇。中学校時代は陸上部に所属[8]。
- 叶恭子 - タレント。叶姉妹の姉役
- 高山優希 - プロ野球選手

## 著名な教職員・関係者
- 梅田隆司 - 音楽指導者